# International Women's Open 1984
L'International Women's Open 1984 è stato un torneo di tennis giocato sull'erba. È stata la 10ª edizione del torneo di Eastbourne, che fa parte del Virginia Slims World Championship Series 1984. Si è giocato a Eastbourne in Inghilterra, dal 18 al 23 giugno 1984.

## Campionesse

### Singolare
Martina Navrátilová ha battuto in finale  Kathy Jordan con il punteggio di 6–4, 6–1

### Doppio
Martina Navrátilová /  Pam Shriver hanno battuto in finale  Jo Durie /  Ann Kiyomura con il punteggio di 6–4, 6–2